# Макиевский, Алексей Михайлович
Алексей Михайлович Макиевский (25 февраля 1931, Днепропетровск — 18 марта 2019, Нижний Новгород) — советский инженер, партийный работник и гражданский служащий.

## Биография
Родился в 1931 году в Днепропетровске.  
Окончил Горьковский авиационный техникум (1950), Горьковский политехнический институт (вечернее отделение) по специальности «Инженер-механик» (1956).
Член КПСС. В период 1950—1994 годов работал на производстве, был партийным и советским работником:
- 1950—1956 — конструктор отдела главного технолога, с 1954 секретарь комитета ВЛКСМ завода им. С.Орджоникидзе,
- 1956—1961 — заведующий отделом комсомольских организаций, 2-й, 1-й секретарь Горьковского горкома ВЛКСМ,
- 1961—1966 — 1-й секретарь Горьковского обкома ВЛКСМ,
- 1966—1970 — 1-й секретарь Ленинского РК КПСС города Горького,
- 1970—1975 — 2-й секретарь Горьковского ГК КПСС,
- 1975—1990 — заместитель, 1-й заместитель председателя Горьковского облисполкома,
- 1990—1992 — и. о. председателя Нижегородского облисполкома.

Избирался депутатом Верховного Совета РСФСР 10-го и 11-го созывов. С 1994 года на пенсии.
Алексей Михайлович Макиевский жил в Нижнем Новгороде, он умер 18 марта 2019 года, похоронен на Бугровском кладбище.

## Награды и звания
- Три ордена Трудового Красного Знамени
- Орден Дружбы народов
- Медали «За трудовую доблесть», «За доблестный труд»
- Почётный гражданин Нижегородской области

## Память

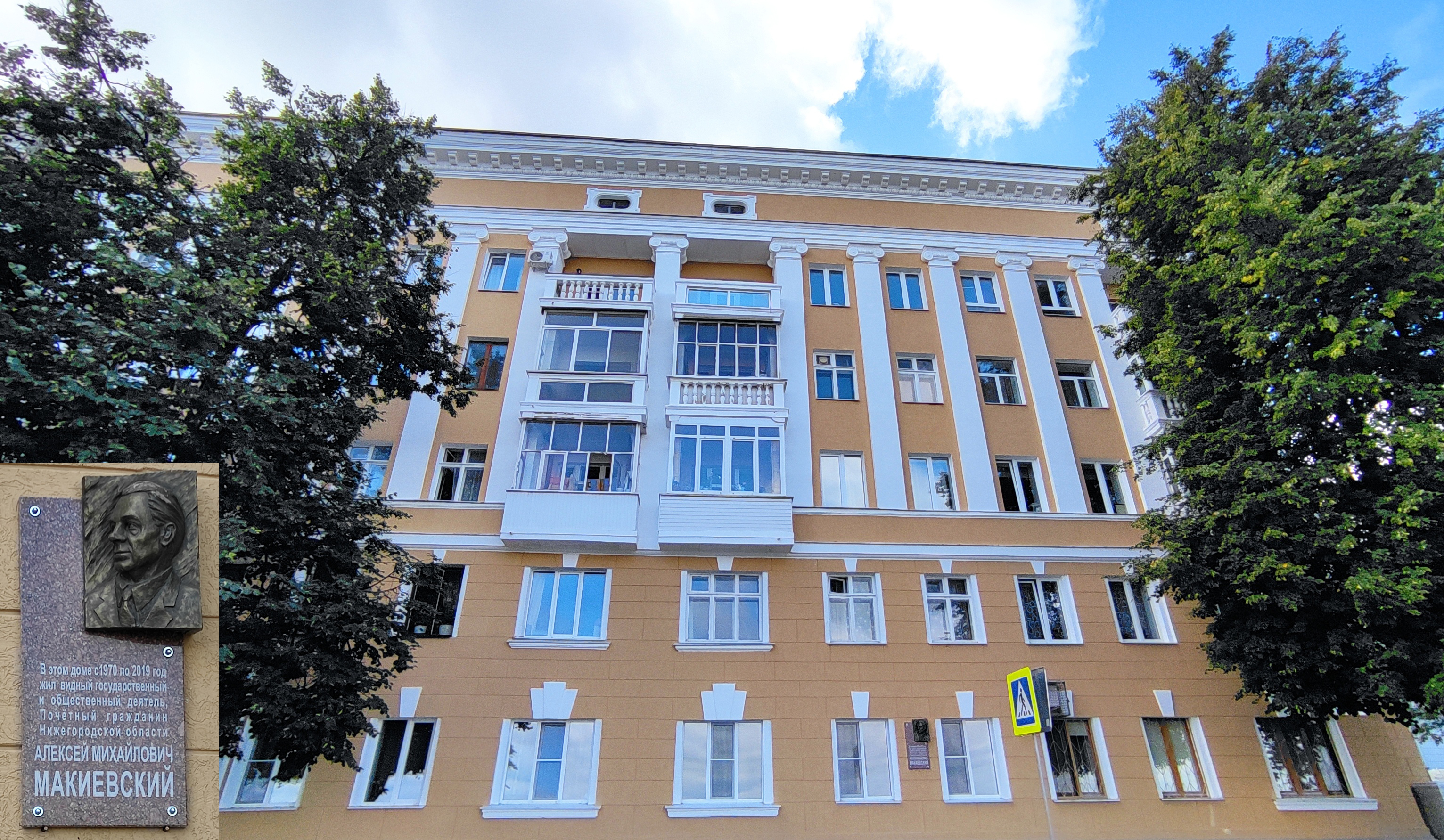
Мемориальная доска памяти А. М. Макиевского в Нижнем Новгороде

- На доме 17 по Верхне-Волжской набережной в Нижнем Новгороде, где жил Макиевский, установлена мемориальная доска его памяти